# Susana, dueña de casa
Susana, dueña de casa es el octavo capítulo de segunda temporada de la serie de televisión argentina Mujeres asesinas. Este episodio se estrenó el día 30 de mayo de 2006.
Este episodio fue protagonizado por Leticia Brédice en el papel de asesina. Coprotagonizado por Diego Peretti. También, contó con la actuación especial de Pablo Shilton. Y las participaciones de Lili Popovich y Leticia Lestido.

## Desarrollo

### Trama
Susana (Leticia Bredice) está casada con Pablo (Diego Peretti); ambos abogados, parecieran llevar un matrimonio perfecto. Pero un día Susana se entera de que Pablo le es infiel con Teresa (Leticia Lestido), desde hace tiempo. Su ira aumenta cuando además se entera de que todos sabían de esto y ella no. Desde entonces se quiere separar y por ende quedarse con la casa. El tema se complica cuando Pablo no le quiere dar el divorcio; ella piensa que no acepta por el simple hecho de arruinarle la vida pero en verdad él no se quiere ir porque no tiene donde.
Susana empieza a enloquecer y además se tiene que aguantar que Pablo le proponga tener sexo, entre otras cosas. Igualmente él sigue con Teresa sin ningún problema.
Un día Pablo se entera por la amiga de Susana, (Liliana Popovich), que ella le fue infiel una vez, es así que se pone como loco y le arruina toda la ropa a su esposa. Susana cuando se da cuenta no lo puede creer y envuelta en ira lo va a buscar al trabajo con el solo fin de matarlo.
La historia culmina con el asesinato de Pablo a manos de Susana cuando ella le clava un cortaplumas en el cuello harta de sus maltratos y negativas para darle el divorcio y la casa.

### Condena
Susana N. fue detenida el mismo día que mató a su esposo. Intentó ser declarada inimputable, pero no lo consiguió. Los psiquiatras forenses dictaminaron que la abogada era responsable de sus actos y que su conducta posterior al crimen demostró frialdad y control de sí misma.
Fue condenada a prisión perpetua.

## Elenco
- Leticia Brédice
- Diego Peretti
- Lili Popovich
- Leticia Lestido
- Pablo Shilton